# Ingoda (rivier)
De Ingoda (Russisch: Ингода) is een rivier die stroomt door de Russische oblast Tsjita (in de Transbaikal) en is een bronrivier van de Sjilka (stroomgebied van de Amoer). De rivier is 708 kilometer lang en heeft een stroombekken van 37.200 km².
De rivier ontstaat in het hoogland Chentej en stroomt vandaaruit in noordoostelijke richting, eerst door een nauwe stroomvallei en vervolgens in een brede vallei tussen het Jablonovygebergte en het Tsjerskigebergte, waarna ze voorbij de stad Tsjita door een van de bergruggen van het Tsjerskigebergte en nog een aantal andere bergruggen breekt en haar vallei weer versmalt. Uiteindelijk stroomt de Ingoda samen met de Onon en vormt zo de Sjilka. De rivier is gewoonlijk bevroren van begin november tot eind april. De rivier is bevaarbaar in de benedenloop. De rivier wordt vooral gevoed door regen.
De stad Tsjita ligt aan de Ingoda en ten zuidwesten daarvan ligt de plaats Ingoda. Een groot deel van de Trans-Siberische spoorlijn werd in de vallei aangelegd.